# L'Épine, Vendée
L'Épine är en kommun i departementet Vendée i regionen Pays de la Loire i västra Frankrike. Kommunen ligger i kantonen Noirmoutier-en-l'Île som tillhör arrondissementet Les Sables-d'Olonne. År 2022 hade L'Épine 1 643 invånare.

## Befolkningsutveckling
Antalet invånare i kommunen L'Épine
| Referens: INSEE |